# Блок (филм)
„Блок“ е български игрален филм от 2023 година на режисьора Тодор Мацанов. Сценарист на лентата е Франческо Фратини – Франко. Това е единственият български игрален филм, в който действието се развива по време на Ковид-19 пандемията.

## Награди и участия
- Награда за най-добър независим филм от "Kosice International Film Festival"
- Награди на Съюза на българските филмови дейци "Васил Гендов" за 2023 година - номинация за най-добър пълнометражен филм[4]
- Награди на Съюза на българските филмови дейци "Васил Гендов" за 2023 година - номинация за най-добра поддържаща мъжка роля на Антон Димитрачков[5]
- Участие в конкурсната програма на юбилейното 40 издание на Златна роза (фестивал)
- Открива българската секция на Международен София филм фест през 2023 година[6]
- Участие на 16 фестивал на българското кино в Рим [7]
- Участие на Catania Film Fest 2023

## Актьорски състав
| Актьор                   | Роля               |
| ------------------------ | ------------------ |
| Димитър Николов (актьор) | Виктор             |
| Катрин Василева          | Ива                |
| Димо Алексиев            | Съпругът           |
| Дария Симеонова          | Илияна             |
| Любомир Нейков           | Вуйчото            |
| Антон Димитрачков        | Габриел            |
| Елица Дейкова            | Наташа             |
| Борислав Чучков          | Господинът         |
| Симона Стоянова          | Зойка              |
| Ромина Бойинова          | Госпожата          |
| Димитър Крумов           | Юлиян              |
| Мария Димитрова          | Калина             |
| Емил Стратев             | Роман              |
| Стефан Денолюбов         | Човекът с веригата |
| Елена Замяркова          | Катя               |
| Бистра Окереке           | Таня               |